# Rapolano Terme
Rapolano Terme è un comune italiano di 5 119 abitanti della provincia di Siena in Toscana. È una località termale che dispone di due stabilimenti: le Terme San Giovanni, immerse nella collina senese, e le Terme Antica Querciolaia, vicine al centro abitato.

## Geografia fisica
- Classificazione sismica: zona 3 (sismicità bassa), Ordinanza PCM 3274 del 20/03/2003
- Classificazione climatica: zona D, 1914 GR/G
- Diffusività atmosferica: media, Ibimet CNR 2002

## Origini del nome
Il comune, conosciuto anticamente come Rapolano, ha assunto la denominazione Rapolano Terme nel 1949.

## Storia

### Simboli

Il gonfalone comunale

Lo stemma del comune è stato concesso con regio decreto del 28 febbraio 1886.
Il troncato di nero e di bianco del gonfalone riprende i colori dello stemma di Siena.

## Monumenti e luoghi d'interesse

### Architetture religiose
- Arcipretura di Santa Maria Assunta
- Chiesa del Corpus Domini (La Fraternita)
- Chiesa della Misericordia
- Chiesa di San Bartolomeo (o del Santo)
- Chiesa della Madonna di Montauto
- Pieve di Sant'Andreino
- Pieve di San Vittore
- Chiesa di San Giovanni Evangelista ad Armaiolo
- Chiesa di San Giovanni Evangelista a Modanella
- Chiesa della Compagnia di Santa Croce a Poggio Santa Cecilia
- Chiesa di San Pietro a Poggio Santa Cecilia
- Chiesa di Santa Maria in Ferrata a Poggio Santa Cecilia
- Chiesa dei Santi Fabiano e Sebastiano a San Gimignanello
- Pieve dei Santi Andrea e Lorenzo a Serre di Rapolano
- Cappella di Piazza a Serre di Rapolano
- Chiesa della Compagnia di Santa Caterina della Misericordia a Serre di Rapolano
- Chiesa della Madonna della Piaggia presso Serre di Rapolano

### Architetture civili

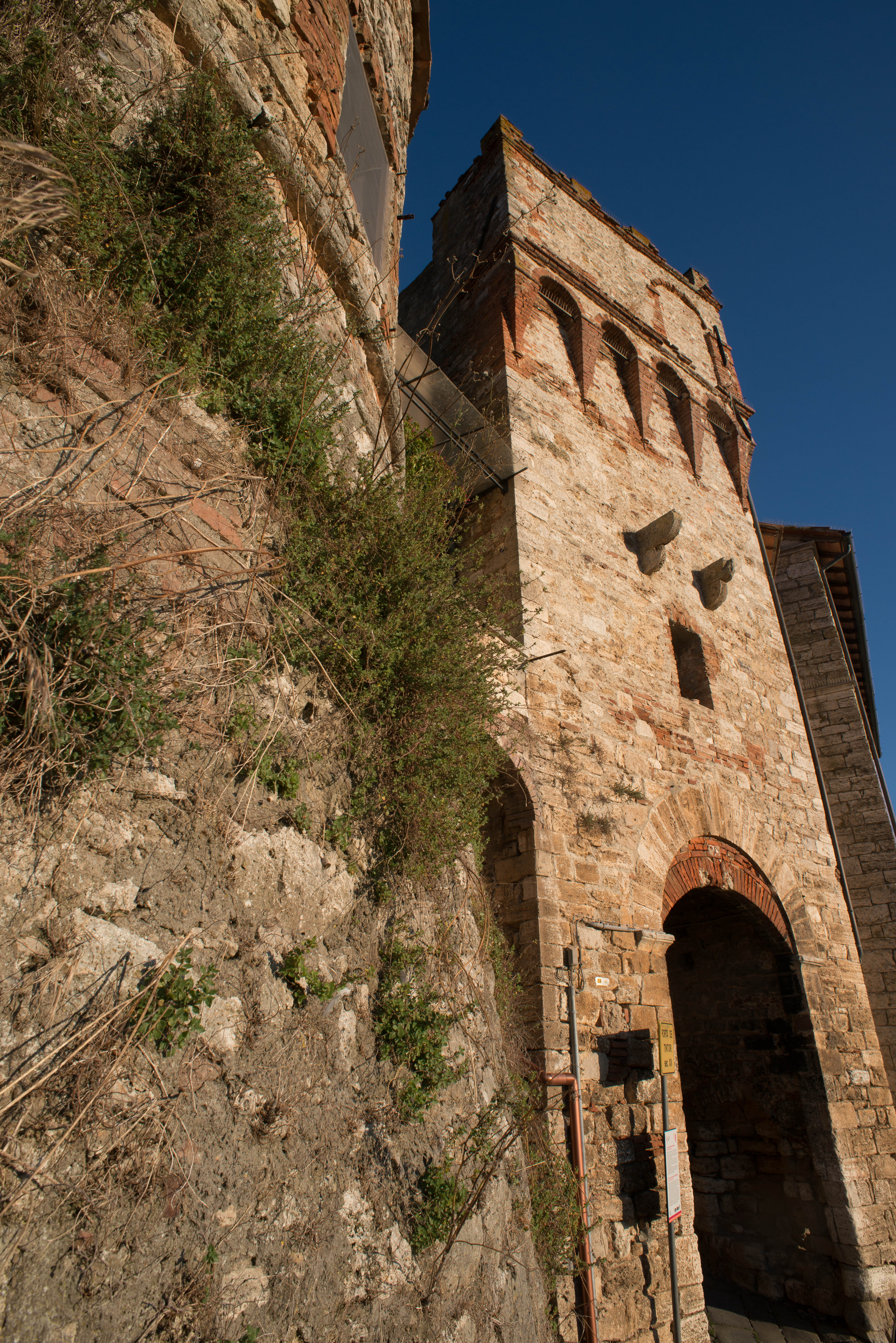
Porta dei Tintori

Nel centro storico, costruita vicino ad un pezzo di antiche mura, si trova la porta dei Tintori: è stata costruita nel XIV secolo ed è il più antico ingresso al paese.

### Architetture militari
- Castello di Modanella
- Castello delle Serre
- Castello di San Gimignanello

### Altro
- Monumento ai caduti

## Società

### Evoluzione demografica
Abitanti censiti

### Etnie e minoranze straniere
Secondo i dati ISTAT al 31 dicembre 2009 la popolazione straniera residente era di 634 persone. Le nazionalità maggiormente rappresentate in base alla loro percentuale sul totale della popolazione residente erano:
- Albania 186 3,54%
- Romania 85 1,62%
- Macedonia 61 1,16%

## Cultura

### Teatri

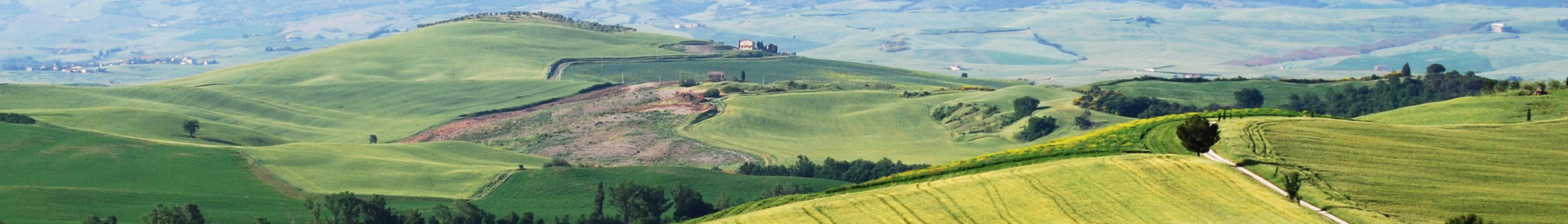
Paesaggio delle Crete Senesi

- Teatro del Popolo
- Teatro Verdi
- Teatro Gori Martini

## Geografia antropica

### Frazioni
Il territorio comunale di Rapolano Terme comprende, oltre al capoluogo, cinque frazioni:
- Armaiolo
- Modanella
- Poggio Santa Cecilia
- San Gimignanello
- Serre di Rapolano

### Località
Campigliola, Castiglion Baroti, Ficaiole, Laticastelli, Montauto e Selvapiana.

## Infrastrutture e trasporti
Rapolano Terme si trova vicina al raccordo autostradale Siena-Bettolle.
Per quanto riguarda il trasporto pubblico il paese dispone di una propria stazione ferroviaria mentre il trasporto autobus è operato dalla società consortile Siena Mobilità.

## Amministrazione

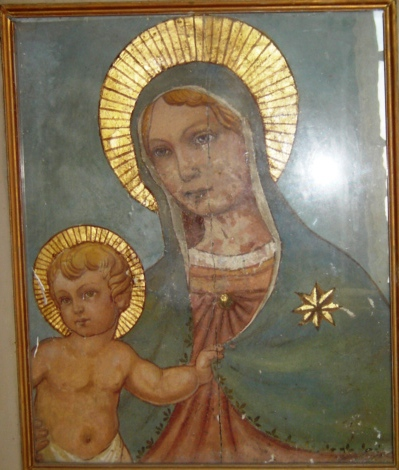
Immagine miracolosa di Santa Maria in Ferrata

Di seguito è presentata una tabella relativa alle amministrazioni che si sono succedute in questo comune.
| Periodo        | Periodo        | Primo cittadino     | Partito                                                        | Carica  | Note  |
| -------------- | -------------- | ------------------- | -------------------------------------------------------------- | ------- | ----- |
| 25 giugno 1985 | 24 maggio 1990 | Fabio Bardelli      | Partito Comunista Italiano                                     | Sindaco | [ 8 ] |
| 24 maggio 1990 | 9 giugno 1992  | Fabio Bardelli      | Partito Democratico della Sinistra, Partito Comunista Italiano | Sindaco | [ 8 ] |
| 1º agosto 1992 | 24 aprile 1995 | Enza Billi          | Partito Democratico della Sinistra                             | Sindaco | [ 8 ] |
| 24 aprile 1995 | 14 giugno 1999 | Alvaro Forzoni      | Partito Democratico della Sinistra                             | Sindaco | [ 8 ] |
| 14 giugno 1999 | 14 giugno 2004 | Alvaro Forzoni      | centro-sinistra                                                | Sindaco | [ 8 ] |
| 14 giugno 2004 | 8 giugno 2009  | Patrizia Baldaccini | centro-sinistra                                                | Sindaco | [ 8 ] |
| 8 giugno 2009  | 26 maggio 2014 | Emiliano Spanu      | centro-sinistra                                                | Sindaco | [ 8 ] |
| 26 maggio 2014 | 27 maggio 2019 | Emiliano Spanu      | centro-sinistra Continuare a crescere                          | Sindaco | [ 8 ] |
| 27 maggio 2019 | in carica      | Alessandro Starnini | PD                                                             | Sindaco | [ 8 ] |

## Sport
Ha sede nel comune la società di calcio GSD Rapolano Terme, che ha disputato campionati dilettantistici regionali. Disputa gli incontri allo stadio comunale intitolato a Ubaldo Passalacqua.
Sono presenti due società di Calcio a 5 che militano nei campionati FIGC regionali: l'IBS Le Crete che milita in serie C1 e il G.S.D.Real Calcetto Rapolano che milita nel campionato di serie C2.